# Juanita Caracciolo
Juanita Caracciolo (Ravenna, 25 ottobre 1888 – Milano, 5 luglio 1924) è stata un soprano italiana.

## Biografia
Figlia d'arte vede la luce durante una tournée dei genitori, il napoletano Gennaro e l'ungherese Maria Girczy, in arte Maria Mayer, cantante nella stessa Compagnia comica di operette diretta dal marito. 
A soli sei anni iniziò a recitare nella compagnia del padre che, in un secondo tempo assumerà la direzione della famosa Compagnia Maresca. 
Subito dimostrò di possedere una bella voce di soprano e a Milano fu avviata agli studi musicali dalla Maestra Clelia Sangiorgi.
Il suo esordio avvenne a soli diciannove anni al Politeama di Genova il 31 dicembre 1907, interpretando la parte di Nedda nei Pagliacci di Leoncavallo ed immediatamente riscosse un notevole successo, che replicò in più occasioni anche nel ruolo di Colombina, dimostrandosi spigliata e sicura di sé e rivelando qualità di voce, di metodo di canto e di scena.

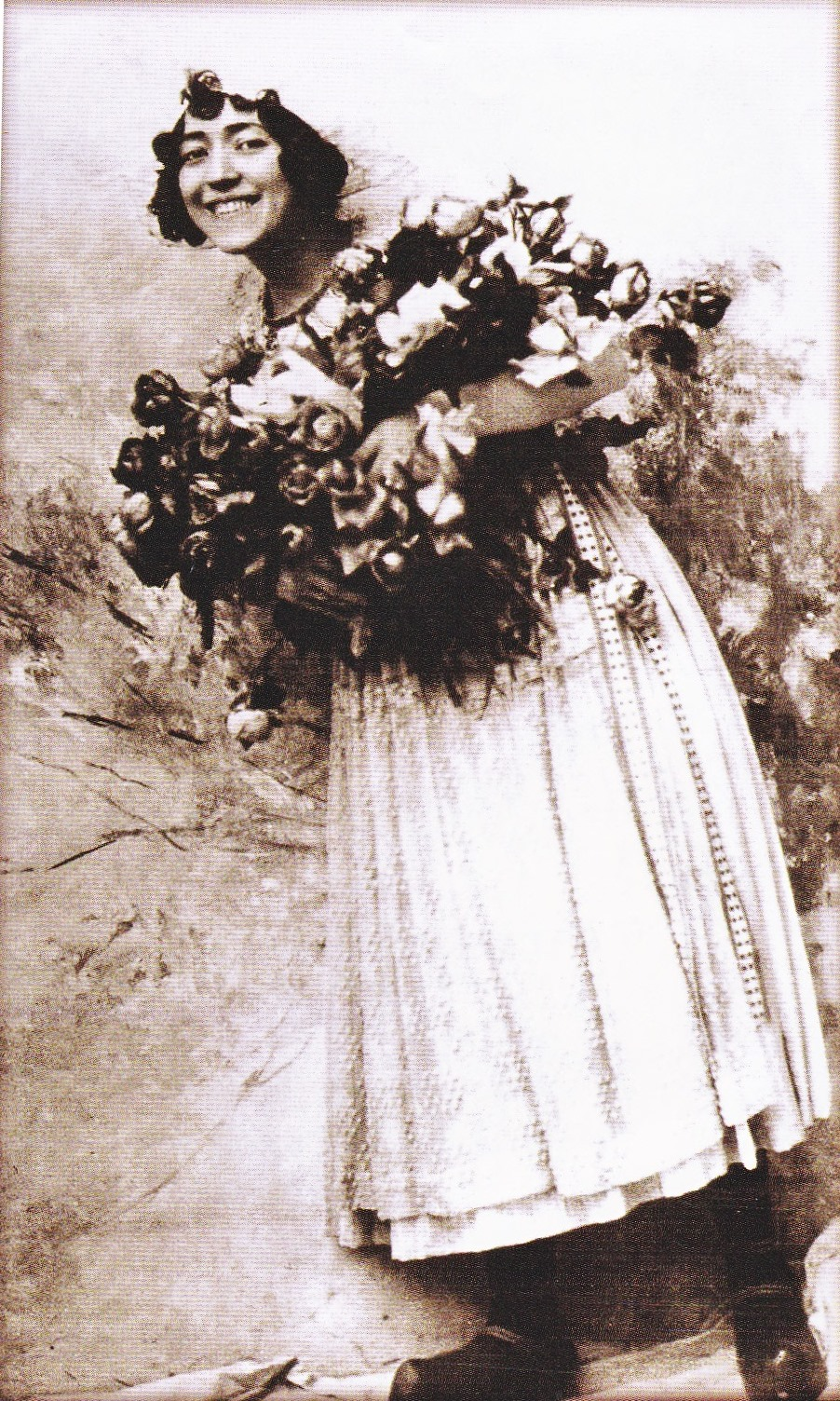
Juanita Caracciolo in "Lodoletta"

Nel 1908 al Teatro alla Scala di Milano è Margherita/Elena in Mefistofele diretta da Arturo Toscanini con Fëdor Ivanovič Šaljapin e nel 1909 La Wally diretta da Vittorio Gui con Cesare Formichi al Teatro Gaetano Donizetti di Bergamo.
La notorietà anche all'estero venne però dopo la sua tournée in Egitto, nel 1911, anno nel quale si sposò con Giacomo Armani, direttore d'orchestra sostituto di Arturo Toscanini, Rodolfo Ferrari e Leopoldo Mugnone. 
Nel 1913 a Bergamo è Violetta ne La traviata diretta da Armani.
Grazie alla bellezza garbata ed al fascino della sua voce, non potentissima, ma espressiva, cantò nei maggiori teatri italiani e mondiali. 
Come altre cantanti di quel periodo si specializzò nel repertorio verista, interpretando opere di Puccini, Mascagni, Catalani, Leoncavallo, Boito, ma anche di Verdi, Wagner e Strauss.
Nel 1918 a Bergamo è Lodoletta diretta da Ettore Panizza con Beniamino Gigli ed Aristide Baracchi e nel 1919 al Teatro Rossini (Pesaro) è Gabriella nella prima assoluta di La via della finestra di Zandonai.
Nel 1920 al Teatro dell'Opera di Roma è Madama Butterfly con Manfredi Polverosi, Gabriella ne La via della finestra con Polverosi, Margherita in Mefistofele con Polverosi con Nazzareno De Angelis, Manon (Massenet) con Giacomo Lauri-Volpi ed Ezio Pinza ed al Teatro Comunale di Bologna Manon Lescaut con Aureliano Pertile ed Ernesto Badini.
Nel 1922 al Teatro Regio di Torino è La Wally diretta da Tullio Serafin.
Chiamata alla Scala da Toscanini raggiunse il momento culminante della carriera esibendosi con splendido successo nella Manon Lescaut con Pertile e Badini il 26 dicembre 1922, in Luisa e ne I maestri cantori di Norimberga. 
Fu partner di straordinari cantanti, quali Beniamino Gigli, Aureliano Pertile, Ezio Pinza, tanto per citare soltanto i più noti, e rivestì notevole importanza nel panorama culturale del tempo anche per i contatti tenuti con Mascagni, Puccini, Massenet e Toscanini stesso.
Nel maggio del 1924, quando era al culmine della carriera contrasse una gravissima infezione, probabilmente dovuta al parto, che la portò a morte in pochi mesi, soli trentacinque anni, interrompendo bruscamente la sua rapida ascesa.
Su di lei Rodolfo Celletti si espresse con queste parole: «probabilmente il soprano più rigorosamente e squisitamente lirico della sua epoca per voce, aspetto, gusto, interpretazione, scena, repertorio; una cantante tutta grazia, gentilezza, eleganza, perché la sua voce aveva una delicatezza intima ed una melodiosità ovattata e carezzevole».

## Repertorio
| Ruolo               | Titolo                          | Autore      |
| ------------------- | ------------------------------- | ----------- |
| Elena Margherita    | Mefistofele                     | Boito       |
| Wally               | La Wally                        | Catalani    |
| Luisa               | Luisa                           | Charpentier |
| Maddalena di Coigny | Andrea Chénier                  | Giordano    |
| Nedda               | Pagliacci                       | Leoncavallo |
| Rosaura             | Le maschere                     | Mascagni    |
| Isabeau             | Isabeau                         | Mascagni    |
| Lodoletta           | Lodoletta                       | Mascagni    |
| Manon               | Manon                           | Massenet    |
| Manon Lescaut       | Manon Lescaut                   | Puccini     |
| Mimì                | La bohème                       | Puccini     |
| Cio-Cio-San         | Madama Butterfly                | Puccini     |
| La Marescialla      | Il cavaliere della rosa         | Strauss     |
| Violetta Valéry     | La traviata                     | Verdi       |
| Eva                 | I maestri cantori di Norimberga | Wagner      |
| Gabriella           | La via della finestra           | Zandonai    |